# 红柱长旋螺
红柱长旋螺（学名：Amphidromus rhodostylus）为坚齿螺科长旋螺属的动物。分布于越南以及中国大陆的海南等地，生活环境为陆地，常见于丘陵地带灌木丛、草丛中、落叶石块下以及树洞或芭蕉、剑麻、油橄榄等叶腋中。